# Phyllachora verrucosa
Phyllachora verrucosa är en svampart som beskrevs av Chardón 1932. Phyllachora verrucosa ingår i släktet Phyllachora och familjen Phyllachoraceae.   Inga underarter finns listade i Catalogue of Life.